# Іріш Крік (Беліз)
Іріш Крік (англ. Irish Creek) — річка в окрузі Ориндж-Волк (Беліз). Довжина до 50 км. Свої води несе до Ріо-Нуево (Rio Nuevo), зокрема в озеро Нью-Рівер Лагуна (New River Lagoon).
Протікає незаселеною територією округу Ориндж-Волк, витік із озерця в непрорхідних лісах . Річище неглибоке з невисокими берегами, в'ється поміж кількох тропічних озер-боліт, при впадінні до Нью-Рівер Лагуна (New River Lagoon) утворює просте гирло.